# Aulonosoma basalis
Aulonosoma basalis là một loài bọ cánh cứng trong họ Passandridae. Loài này được Grouvelle miêu tả khoa học năm 1916.